# K-1 World Grand Prix 2008 Final 16
K-1 World Grand Prix 2008 Final 16 (FieLDS K-1 World Grand Prix 2008 in Seoul Final 16) – gala eliminacyjna cyklu K-1 World GP. Wyłoniła ona ośmiu zawodników, którzy walczyli o mistrzostwo K-1 WGP podczas grudniowego Finału K-1 World GP 2008.

## Uczestnicy
| Uczestnik            | Sposób kwalifikacji                                      |
| -------------------- | -------------------------------------------------------- |
| Peter Aerts          | finalista z 2007 roku                                    |
| Remy Bonjasky        | finalista z 2007 roku                                    |
| Glaube Feitosa       | finalista z 2007 roku                                    |
| Badr Hari            | finalista z 2007 roku / mistrz K-1 w wadze ciężkiej      |
| Choi Hong-man        | finalista z 2007 roku                                    |
| Jérôme Le Banner     | finalista z 2007 roku                                    |
| Jun’ichi Sawayashiki | finalista z 2007 roku                                    |
| Semmy Schilt         | finalista z 2007 roku / mistrz K-1 w wadze superciężkiej |
| Rusłan Karajew       | zwycięzca GP Azji                                        |
| Gökhan Saki          | zwycięzca GP USA                                         |
| Ewerton Teixeira     | zwycięzca GP Japonii                                     |
| Errol Zimmerman      | zwycięzca GP Europy                                      |
| Chalid Arrab         | dzika karta                                              |
| Musashi              | dzika karta                                              |
| Ray Sefo             | dzika karta                                              |
| Paul Slowinski       | dzika karta                                              |

## Walki
Walki otwarcia (3x3 min. Ext.1R):
- Keijiro Maeda vs  Song Min-ho – Maeda przez KO (niskie kopnięcie), 1:43 3R
- Zabit Samiedow vs  Fabiano da Silva – Samiedow przez jednogłośną decyzję (30-28, 30-28, 30-29)
- Randy Kim vs  Park Yong-soo – Kim przez KO (niskie kopnięcie), 1:11 2R

Walki Final 16 (3x3 min. Ext.2R):
- Rusłan Karajew vs  Chalid Arrab – Karajew przez KO (3 nokdauny), 2:30 2R
- Jérôme Le Banner vs   Jun’ichi Sawayashiki – Le Banner przez jednogłośną decyzję (30-26, 30-27, 30-28)
- Gökhan Saki vs  Ray Sefo – Saki przez jednogłośną decyzję po dodatkowej rundzie (10-9, 10-9, 10-9)
- Errol Zimmerman vs   Glaube Feitosa – Zimmerman przez jednogłośną decyzję (30-26, 30-26, 30-26)
- Remy Bonjasky vs  Paul Slowinski – Bonjasky przez decyzję większości (30-29,30-30,30-29)
- Ewerton Teixeira vs  Musashi – Teixeira przez jednogłośną decyzję (30-28, 30-28, 30-28)
- Badr Hari vs  Choi Hong-man – Hari przez TKO (poddanie przez narożnik), 0:00 Ext.1R
- Peter Aerts vs  Semmy Schilt – Aerts przez decyzję większości (30-29, 30-29, 30-30)